# Toro Rosso STR7
El Toro Rosso STR7, a veces denominado como TR7, es un monoplaza de Fórmula 1 diseñado por la escudería Toro Rosso para competir durante la temporada 2012. Fue pilotado por Daniel Ricciardo y Jean-Éric Vergne.

## Presentación
El STR7 fue presentado el 6 de febrero de 2012 en Jerez. Presentaba una nariz muy plana, con dos pequeñas elevaciones laterales, cuyo objetivo es canalizar el aire hacia el suelo del monoplaza y el difusor para aumentar la carga aerodinámica. Se mantenían los pontones pegados al monoplaza y se disminuía su tamaño con idéntica finalidad. Los escapes estaban situados en una zona más elevada, antes de las ruedas traseras.

## Resultados
(Clave) (negrita indica pole position) (cursiva indica vuelta rápida)
| Año  | Motor              | Neu. | N.º | Pilotos          | 1   | 2   | 3   | 4   | 5   | 6   | 7   | 8   | 9   | 10  | 11  | 12  | 13  | 14  | 15  | 16  | 17  | 18  | 19  | 20  | Puntos | Pos. |
| ---- | ------------------ | ---- | --- | ---------------- | --- | --- | --- | --- | --- | --- | --- | --- | --- | --- | --- | --- | --- | --- | --- | --- | --- | --- | --- | --- | ------ | ---- |
| 2012 | Ferrari 056 2.4 V8 | P    |     |                  | AUS | MYS | CHN | BHR | ESP | MON | CAN | EUR | GBR | GER | HUN | BEL | ITA | SIN | JPN | RCO | IND | ABU | USA | BRA | 26     | 9º   |
| 2012 | Ferrari 056 2.4 V8 | P    | 16  | Daniel Ricciardo | 9   | 12  | 17  | 15  | 13  | Ret | 14  | 11  | 13  | 13  | 15  | 9   | 12  | 9   | 10  | 9   | 13  | 10  | 12  | 13  | 26     | 9º   |
| 2012 | Ferrari 056 2.4 V8 | P    | 17  | Jean-Éric Vergne | 11  | 8   | 16  | 14  | 12  | 12  | 15  | Ret | 14  | 14  | 16  | 8   | Ret | Ret | 13  | 8   | 15  | 12  | Ret | 8   | 26     | 9º   |